# فردیناند کارل
فردیناند کارل (آلمانی: Ferdinand Karl Anton Joseph Johann Stanislaus von Österreich، زادهٔ ۱ ژوئن ۱۷۵۴ در کاخ شون‌برون – درگذشتهٔ ۲۴ دسامبر ۱۸۰۶) چهاردهمین فرزند ماریا ترزا و همسرش فرانتس یکم، امپراتور مقدس روم بود. وی بنیانگذار خاندان هابسبورگ-استه و فرماندار دوک‌نشین میلان در ‎۱۷۶۵ – ۱۷۹۶ بود. وی در گورابه سلطنتی در وین به خاک سپرده شده‌است.